# Mariano Illa
Mariano Illa (Valencia, 1748-Barcelona, 1810) fue un pintor español, especializado en la pintura histórica.

## Biografía
Habría nacido en Valencia en 1748. El 5 de octubre de 1777, fue nombrado académico de mérito por la pintura de la Real Academia de Bellas Artes de San Carlos de aquella capital. En los primeros años del siglo XIX, era, según Ossorio y Bernard, teniente director sin ejercicio de la clase de pintura en las enseñanzas que sostenía en Barcelona la Junta de Comercio. Al museo provincial de aquella provincia fueron a parar al menos tres lienzos suyos: La educacion de la Virgen, Un retrato del intendente D. Juan Miguel de Indart y otro de D. Juan Felipe de Castaños, este último copia de Mengs. Habría fallecido en Barcelona en 1810.